# Szutinszka
Szutinszka (horvátul: Sutinsko) egy középkori várhely Horvátországban, Krapina-Zagorje megyében, a Mihovljanhoz tartozó Sutinske Toplice falu határában.

## Fekvése
A vár maradványai a Sutinski- vagy más néven Sutinčica-patak jobb partján, a Mače, Sutinske Toplice és Mali Komor felé vezető utak kereszteződésének északi oldalán találhatók. A Sutinčica-patak szurdokától és a híres sutinske toplicei gyógyfürdőtől nem messze a völgy közepén állt.

## Története
A várat 1547-ben tornyos várként említik először. Nagy valószínűséggel 1471 és 1479 között építette laki Thúz János egykori horvát és szlavón bán, akinek ajánlására Mátyás király 1479-ben Golec Györgynek, a Kőrös megyei Rakolnok várnagyának adományozta. A vár 1547-ig volt utódai kezében, amikor a Golec család rokonai, többek között a Gregoriáczi család lettek a társtulajdonosai. 1564-ben már a Gregoriácziak lettek a kastély és a hozzá tartozó ingatlanok többségi tulajdonosai (egy kisebb rész a Dijakovacból származó Botka Farkashoz tartozott), 1565-ben azonban az ifjabb Humi István tiltakozott e birtokba való bevezetésük ellen. Ugyanebben az évben meg is támadta a várat és alaposan kifosztotta, ezzel előidézve a Gregoriáncziakkal való tartós konfliktusukat. Szutinszka 1573-ig volt Gregoriánczi és a Botka család birtokában, amikor Gregoriánczi István saját részét átadta Brádi Péternek és testvéreinek, Péternek és Mihanovich Márknak. A vár tulajdonosainak száma további növekedést mutatott 1588-ban, amikor Bedekovich Kristóf és Szelnicei Mihály jelentek meg új társtulajdonosként. Ez a helyzet 1610-ig tartott, amikor Gregoriánczi Miklós halála után (1607 előtt), aki e család utolsó férfi leszármazottja volt lánytestvérei, Márta és Anna Mária saját részüket is Bedekovich Kristófnak adták el. Ezután számos tulajdonos és bérlő jelent meg az ingatlanon. Úgy tűnik, hogy a 17. század első évtizedeiben megindult az addig egységes szutinszkai uradalom több kisebb birtokra bomlása. Az időközben erődített kúriává átépített vár további fenntartása már senkinek sem volt érdekében, így 1636-ban romosként, 1651-ben pedig már romként említik.

## A vár mai állapota
Az egykori Szutinszka várának maradványai a Sutinski-, vagy más néven Sutinčica jobb partján, a Mače, Sutinske Toplice és Mali Komor felé vezető utak kereszteződésének északi oldalán találhatók. Habár az egykori várból csak csekély terepalakzatok maradtak meg, melyek a legjobban a levegőből nézve láthatók, megjelenése részben rekonstruálható a történelmi források, Vjekoslav Noršić mačei káplánnak az 1910-es régészeti feltárás során tett megfigyelései, és a torony alapjainak megtalálása alapján. Eszerint Szutinszka egy kisebb vár volt, megközelítőleg téglalap alakú alaprajzzal, amelyet egy 1565-ös jelentés szerint egy a védőárok felett átívelő fahídon keresztül lehetett megközelíteni. Közepén egy téglalap alakú védőtorony (6,80 x 7,50 m) állt, különböző falvastagságokkal. Mivel az északi fala volt a legvastagabb feltételezhetjük, hogy ez az oldal nézett a komplexum bejárata felé. Az erődítménynek csak egy vázlata maradt fenn, de a többi hasonló védőtoronnyal történő összehasonlítás alapján feltételezhetjük, hogy az alagsor és a földszint felett legalább még két emelete lehetett, amelyeket falépcső köthetett össze. A várnak ez volt a domináns épülete. Ezt a legjobban egy 1547-ből származó dokumentum bizonyítja, amelyben a tornyot kiemelik (loco castelli ac turris). A többi épület különféle falainak alapjai a torony közelében találhatók, de mivel sem helyzetüket, sem megjelenésüket, sem méretüket nem rögzítették, így funkciójukat nem ismerhetjük. Noha Laszowski feltételezte, hogy ezek a külső védőfal maradványai, nem szabad kizárni annak lehetőségét, hogy lakó- és kereskedelmi épületek romjai lehettek ebben a védelmi komplexumban, ahogy ez az alsósztubicai vár esetében is történt, amelyet 1581-ben említenek.